# 2023年北九州市長選挙
2023年北九州市長選挙（2023ねんきたきゅうしゅうしちょうせんきょ）は、2023年1月29日に告示され、2月5日に投開票された、福岡県北九州市の第16回市長選挙。

## 概要
現職の北橋健治の任期満了（期日：2023年2月19日）に伴い執行。現職で4期目を務めていた北橋が引退表明をしたため、16年ぶりに新人同士が争う構図となった。
選挙戦では、4期16年にわたる北橋市政の路線を継承するか、刷新するかが、大きな焦点となった。元国土交通官僚の津森洋介は、北橋市政の継承と発展を訴えて、自由民主党、公明党、立憲民主党、国民民主党の各党から推薦を受け、北橋市長も支援したことで事実上の後継候補となった。一方で津森以外に立候補したは3名は、北橋市政の見直しを主張した。
元厚生労働官僚の武内和久は、「聖域なき北九州改革」を掲げて選挙戦に挑んだ。2019年の福岡知事選にも出馬し落選していたが、その際には自民党からの推薦を受けていた。本選挙では政党からの推薦を得られなかったものの、一部の自民党市議から支援を受けたことで、保守分裂の様相を呈することとなった。また北橋の前の北九州市長である末吉興一も武内への支持を表明した。
共産党の推薦を受ける永田浩一は、前回の市長選挙に続き2回目の挑戦となった。学校給食費の無償化などを掲げ、北橋市政の刷新を訴えた。
無所属、無推薦で出馬した広告デザイン会社社長で北九州青年会議所理事の清水宏晃は、若者に予算を振り向ける政策への転換を訴えた。
その他、経済再生と人口減少対策に、暴力団対策も選挙戦における論点となった。

## 日程
- 告示日 - 2023年1月22日
- 投票日 - 2023年2月5日

## 立候補者
立候補届け出順、年齢は投票日時点。
| 氏名                           | 年齢 | 党派   | 現元新 | 職業・肩書                                | 推薦・支持                                                            |
| ------------------------------ | ---- | ------ | ------ | ----------------------------------------- | --------------------------------------------------------------------- |
| 津森洋介 （つもり ようすけ）   | 47   | 無所属 | 新     | 元内閣府参事官 元国土交通省官僚           | （推薦）自由民主党・公明党・立憲民主党・国民民主党 （支持）社会民主党 |
| 永田浩一 （ながた こういち）   | 57   | 無所属 | 新     | 日本共産党福岡県常任委員                  | （推薦）日本共産党                                                    |
| 武内和久 （たけうち かずひさ） | 51   | 無所属 | 新     | 元厚生労働省室長                          |                                                                       |
| 清水宏晃 （しみず ひろあき）   | 39   | 無所属 | 新     | 北九州青年会議所理事 広告デザイン会社経営 |                                                                       |

### 立候補を取りやめた人物
- 中尾正幸 - 福岡県議会議員（北九州市若松区選出）
  - 2022年10月31日に立候補を表明したが[7]、自民党内の候補者調整により11月6日に立候補を取りやめ[8]。立候補表明直後「自民党を割ってでも出馬する」と語っていたものの、県議団と北九州市議団がその時点で出馬表明をしていなかった津森に一本化したため「非常にじくじたる思い」で断念したと語った[4]。

## タイムライン
2022年

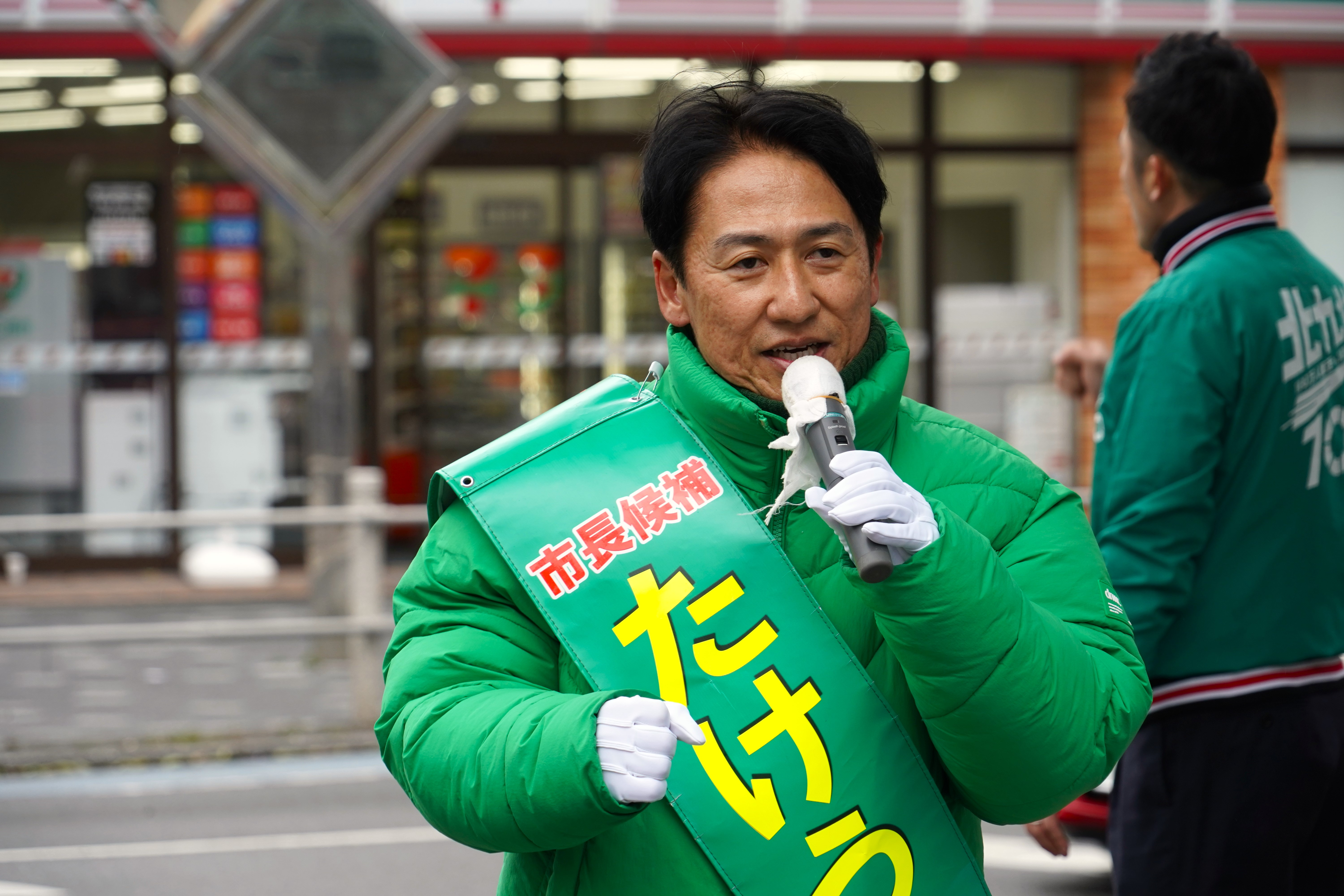
魚町交差点で演説する武内和久

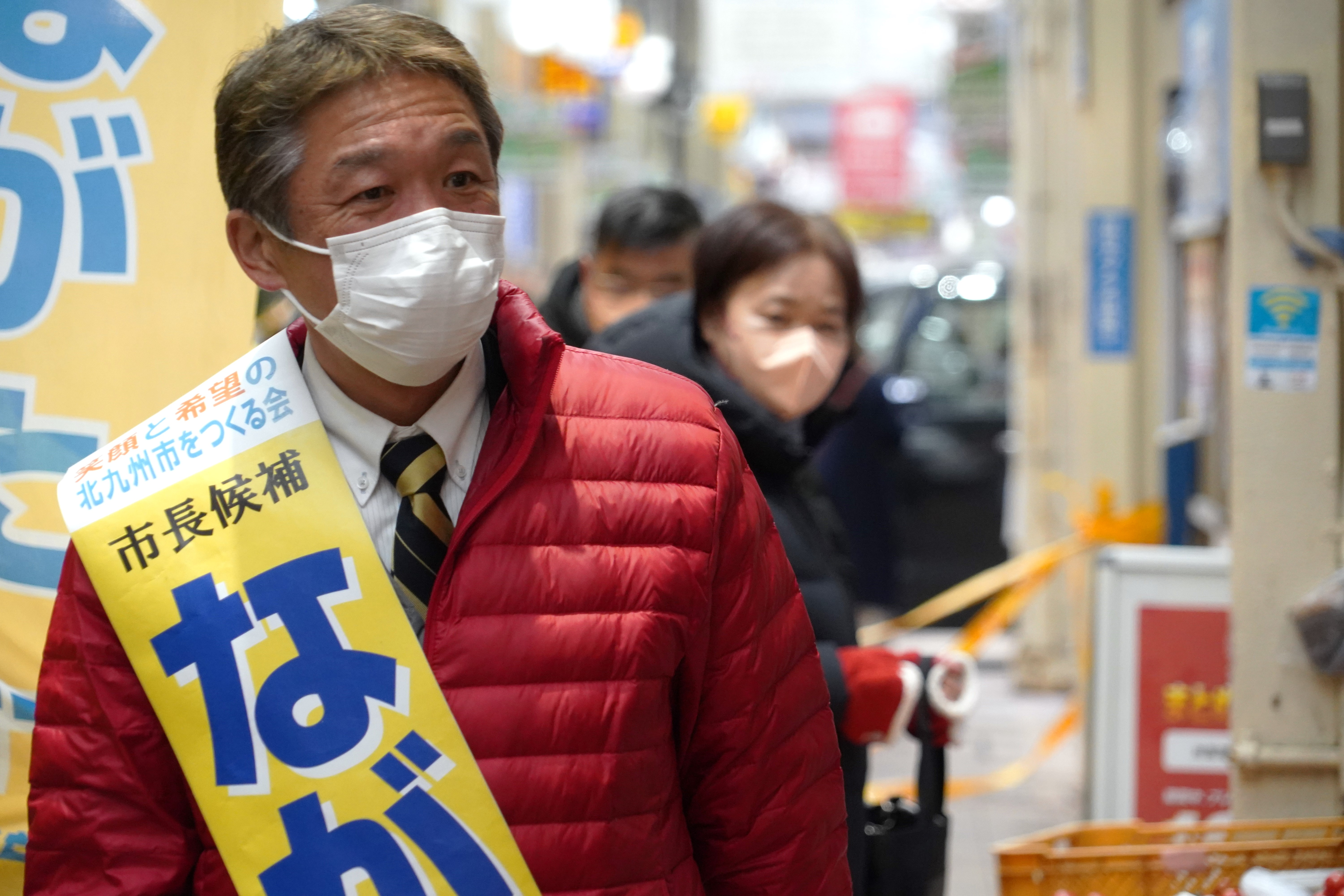
魚町銀天街を練り歩く永田浩一

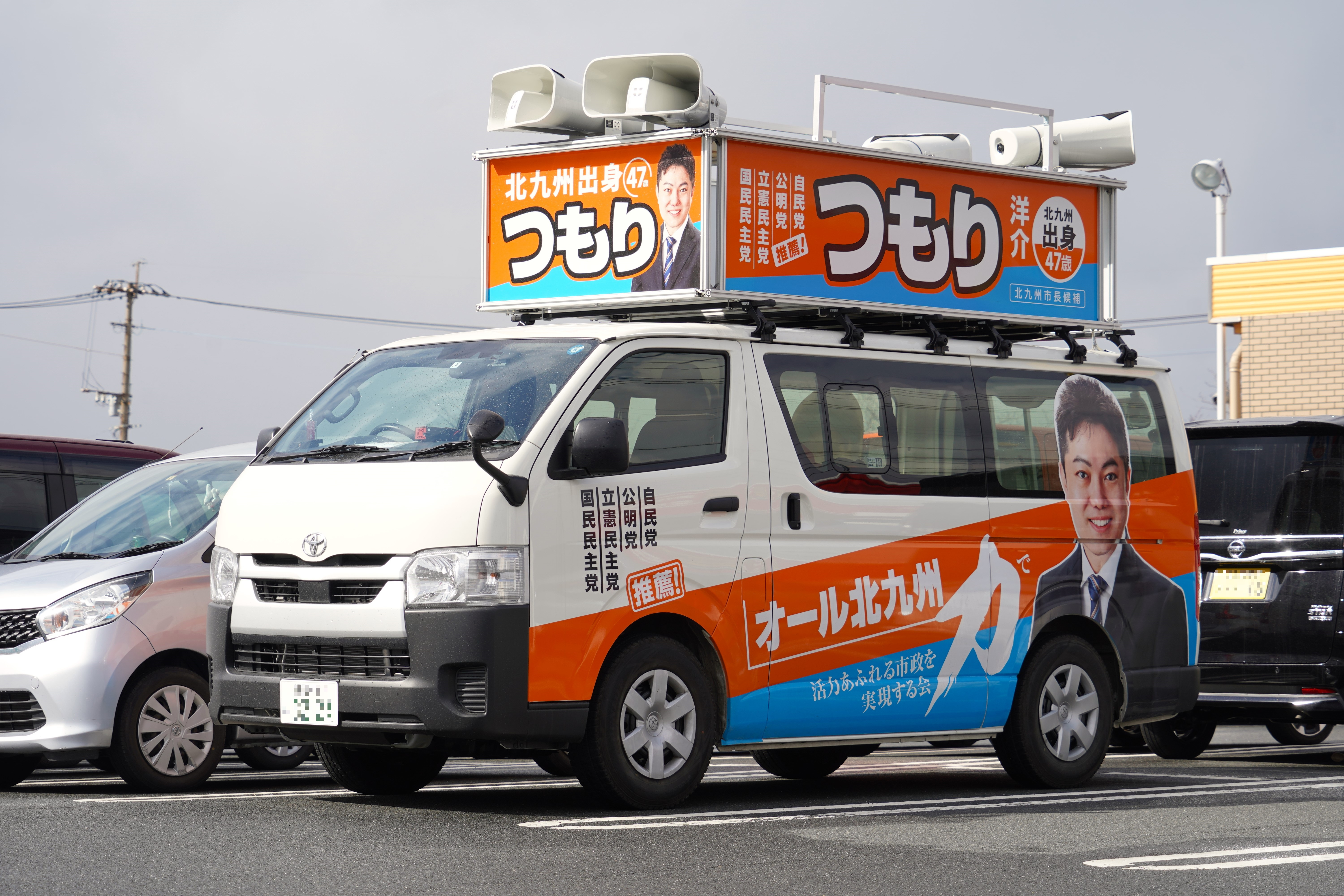
津森洋介の選挙カー

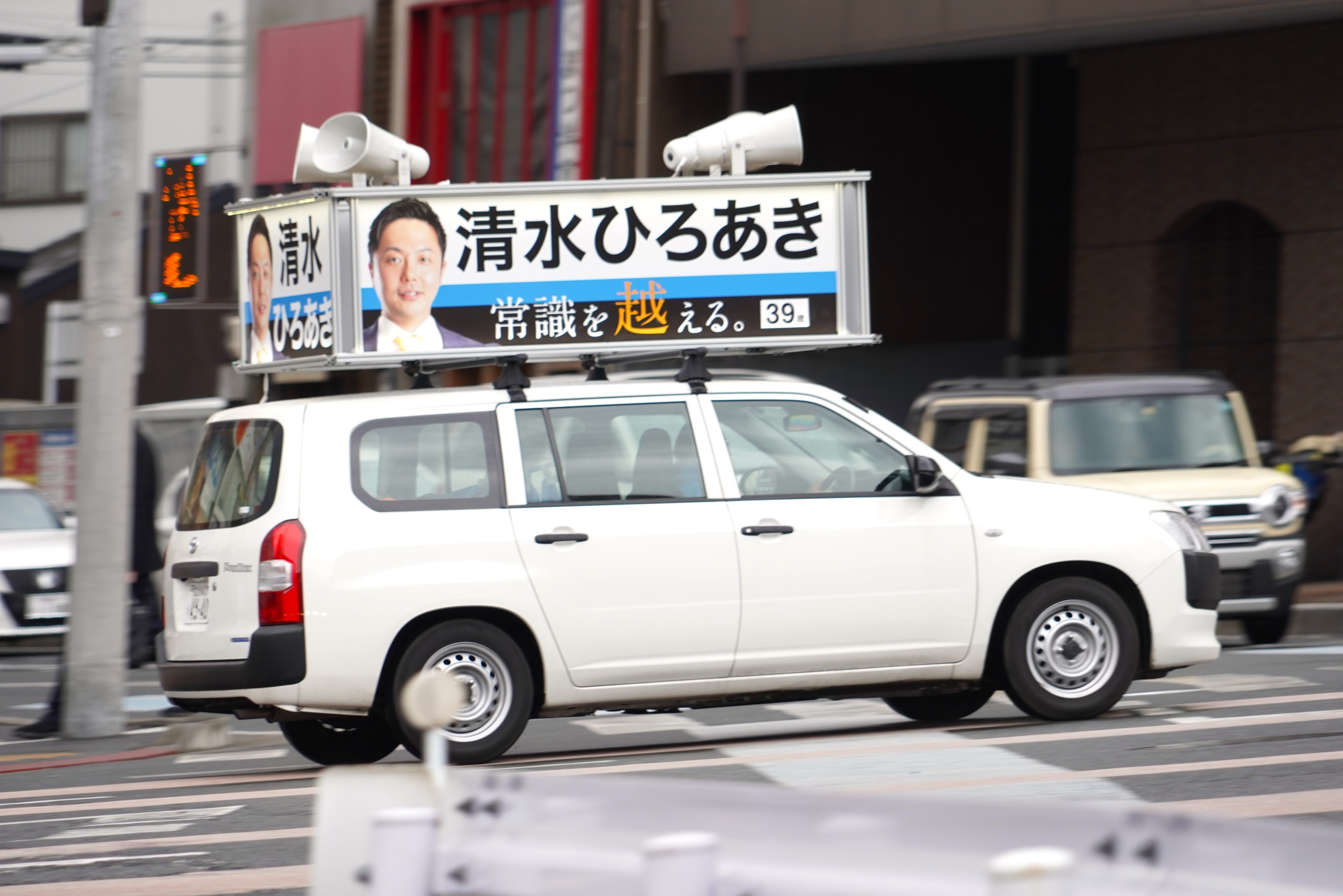
清水宏晃の選挙カー

- 8月17日 - 武内が会見で立候補を表明[9]。
- 10月10日 - 北九州市議会の与党会派である自民党市議団とハートフル北九州（立憲民主党・国民民主党・無所属の共同会派）が津森に立候補を要請[10]。
- 10月11日 - 北九州市選挙管理委員会は選挙日程を『告示：2023年1月22日、投票日：2月5日』と決定[11]。
- 10月30日 - 清水が取材に対し立候補の意向を示す[12]。
- 11月9日 - 津森が会見で正式に立候補を表明[13]。また、現職の北橋健治は記者団に対し津森の「応援団の一人に加わる」と表明し、次期市長選への不出馬を正式に表明[14]。
- 11月15日 - 清水が会見で正式に立候補を表明[15]。
- 11月29日 - 永田が会見で立候補を表明[16]。

## 政党の対応
国政政党の対応は以下の通り。
自由民主党
自由民主党福岡県連は、前述の中尾と津森との候補者調整を経て、11月上旬に津森の推薦を党本部に上申。党本部は12月2日に津森の推薦を決定した。ただし、本来推薦手続きに必要な党役員34人の署名を巡り、副総裁の麻生太郎が署名を拒み、最終的に「党へ一任」との形をとり推薦決定となった。また、北九州市議会の会派「自由民主党・無所属の会」に所属する議員2人が武内の支持を表明し、党本部の推薦決定と同日、同会派を退会した上で新たに「自民未来」を発足した。こうした経緯もあり、自民党内では津森を推した武田良太元総務相と武内を推した麻生の代理戦争の様相を呈し、保守系分裂選挙とも見做された。
立憲民主党
立憲民主党福岡県連は、11月12日に開いた常任幹事会にて津森の推薦を決定した。
国民民主党
国民民主党福岡県連は、11月12日に開いた常任幹事会にて津森の推薦を決定した。
公明党
公明党は、12月26日に開いた中央幹事会にて津森の推薦を決定した。
社会民主党
社会民主党は、津森の支持を決定している。
日本共産党
日本共産党は、党の県常任委員でもある永田を推薦する。
日本維新の会は推薦候補を表明せず、れいわ新選組、NHK党は態度を表明していない。

## 選挙結果
各候補の得票率
投票率は38.50%で、過去最低を記録した前回の市長選挙を5.02ポイント上回り、21世紀以降の同市長選挙としては2番目に高い投票率となったものの、前回新人候補のみで争われた2007年の56.57%を大幅に下回った。
新人で2019年福岡県知事選挙にも立候補した元厚生労働省官僚の武内和久が、全7区で40%以上の得票を集め、他の新人3人を退け当選。前年8月に、現職市長および全候補者に先立ち市長選への立候補を表明して以降、700回以上のつじ立ち、400回以上の市民との対話集会を重ねるなど草の根運動に取り組み、市政刷新を訴え、政党支援を受けず「今回の戦いは政党対市民党」と強調、既存政党への批判の受け皿となった。一方、現職・北橋市長の後継者と目され、自民・公明・立民・国民与野党4党の相乗り推薦、社民の支持に加え、連合福岡や商工団体などからも幅広く推薦を受けた元国土交通省職員で元内閣府参事官の津森洋介は、企業や団体を回って組織固めを図り、国とのパイプを生かした経済浮揚策を打ち出したが、自民党や旧民主党系の市議会会派による各党相乗りを前提とした候補者選考や出馬要請が「密室政治」と批判された上、告示前の公開討論会に相次いで欠席したことも響き支持の広がりを欠き、武内に及ばなかった。共産党福岡県委員会常任委員で、唯一前回市長選と連続で立候補した永田は、市民の暮らしの充実を訴えたものの、全ての区で前回より得票数および率を減らし、小倉北・南、八幡東・西の4区では得票数最下位となった。広告デザイン会社社長の清水は、若者の市外流出を食い止める策を掲げ、前述の4区で永田を上回ったものの、幅広い支持を集めるには至らず、永田、清水両候補は得票率10%未満に終わった。
※当日有権者数：776,335人 最終投票率：38.50%（前回比：+5.02pts）
| 候補者名 | 年齢 | 所属党派 | 新旧別 | 得票数    | 得票率 | 推薦・支持                                                     |
| -------- | ---- | -------- | ------ | --------- | ------ | -------------------------------------------------------------- |
| 武内和久 | 51   | 無所属   | 新     | 126,839票 | 42.91% |                                                                |
| 津森洋介 | 47   | 無所属   | 新     | 112,614票 | 38.10% | 自由民主党・公明党・立憲民主党・国民民主党推薦、社会民主党支持 |
| 永田浩一 | 57   | 無所属   | 新     | 28,336票  | 9.59%  | 日本共産党推薦                                                 |
| 清水宏晃 | 39   | 無所属   | 新     | 27,788票  | 9.40%  |                                                                |

| 区       | 武内和久 | 武内和久 | 津森洋介 | 津森洋介 | 永田浩一 | 永田浩一 | 清水宏晃 | 清水宏晃 |
| 区       | 得票     | %        | 得票     | %        | 得票     | %        | 得票     | %        |
| -------- | -------- | -------- | -------- | -------- | -------- | -------- | -------- | -------- |
| 合計     | 126,839  | 42.91%   | 112,614  | 38.10%   | 28,336   | 9.59%    | 27,788   | 9.40%    |
| 門司区   | 12,807   | 40.86%   | 12,593   | 40.17%   | 3,088    | 9.85%    | 2,859    | 9.12%    |
| 小倉北区 | 25,171   | 45.08%   | 20,650   | 36.99%   | 4,884    | 8.75%    | 5,127    | 9.18%    |
| 小倉南区 | 26,528   | 42.44%   | 23,579   | 37.72%   | 6,251    | 9.55%    | 6,436    | 10.30%   |
| 若松区   | 10,710   | 42.02%   | 9,256    | 36.31%   | 3,243    | 12.72%   | 2,281    | 8.95%    |
| 八幡東区 | 9,805    | 42.50%   | 9,117    | 39.52%   | 2,004    | 8.69%    | 2,144    | 9.29%    |
| 八幡西区 | 33,494   | 43.18%   | 30,032   | 38.71%   | 6,990    | 9.01%    | 7,057    | 7.88%    |
| 戸畑区   | 8,324    | 42.14%   | 7,387    | 37.39%   | 2,159    | 10.93%   | 1,884    | 9.54%    |

出典：令和5年2月5日執行　投開票結果（北九州市選挙管理委員会）2021年2月6日閲覧